# Поталов, Богдан Артёмович
Богдан Артёмович Поталов (укр. Богдан Артемович Поталов; род. 12 августа 2002, Украина) — украинский футболист, защитник

## Биография
В ДЮФЛУ выступал за «Шахтёр» и «Мариуполь». В июле 2019 переведен в юношескую команду «приазовцев», а в сезоне 2020/21 годов дебютировал в молодежной команде «мариупольцев». Впервые в заявку первой команды «Мариуполя» попал 30 октября 2020 на проигранный (1:4) выездной поединок 8-го тура Премьер-лиги Украины против донецкого «Шахтёра». Богдан просидел весь матч на скамейке запасных. В футболке «Мариуполя» дебютировал 18 сентября 2021 в проигранном (0:5) домашнем поединке 8-го тура Премьер-лиги Украины против донецкого «Шахтёра». Поталов вышел на поле на 46-й минуте, заменив Илью Царюка.